# Olga Sonntag
Olga Sonntag (* 1. August 1923 in Hagen als Olga Vogt; † 25. Mai 2010 in Bonn) war eine deutsche Kunsthistorikerin und Heimatkundlerin.

## Leben und Wirken
Sonntag kam 1948 (oder 1949) nach Bonn, um dort Latein und Deutsch zu studieren. Gemeinsam mit ihrem Ehemann, dem Maler Hans Joachim Sonntag, führte sie einen Vertrieb für Labortechnik. Sonntag engagierte sich als Mitglied der FDP in der Kommunalpolitik und im Bonner Heimat- und Geschichtsverein, dessen Vorstandsmitglied sie wurde. 1972 gründete sich aus diesem Verein der Arbeitskreis zur Erhaltung des historischen Stadtgefüges Bonn, zu dem Sonntag 1975 von ihrer Stadtratsfraktion abgeordnet wurde. Seit 1978 war sie Vorsitzende des Arbeitskreises. 1986 stellte sie für den Heimat- und Geschichtsverein die anlässlich dessen 100-jährigen Bestehens initiierte Ausstellung Bonn in der Kaiserzeit im Rheinischen Landesmuseum zusammen, die zu ihren besonderen Verdiensten gerechnet wird.
Im Jahr 1970 hatte Sonntag ein Studium der Kunstgeschichte (neben den Fächern Volkskunde und Archäologie) an der Universität Bonn aufgenommen mit dem Schwerpunkt auf Profanbauten des 19. Jahrhunderts. Sie begann mit einer langjährigen Arbeit an einer Dissertation über die Villen am Bonner Rheinufer, die zunächst von Günter Bandmann und nach dessen Tod im Jahr 1975 von Christoph Luitpold Frommel (* 1933) betreut wurde. Im Juni 1994 wurde Sonntag mit dieser Arbeit promoviert.
Als Vorsitzende des Arbeitskreises historisches Stadtgefüge nahm Sonntag regen Anteil an der öffentlichen Meinungsbildung über die städtebauliche Entwicklung Bonns. Zu ihren Erfolgen gerechnet werden können die Verhinderung des Abbruchs der Gebäude an der Maximilianstraße/Poststraße für die sogenannte „Cassius-Bastei“ im Umfeld des Bahnhofsvorplatzes (1980er Jahre), zu der ein kunsthistorisches Gutachten Sonntags für das Haus Poststraße 11 beitrug, sowie der Erhalt einer Häuserzeile an der Münsterstraße. Außerdem trug sie zum Scheitern einer massiven Neubebauung des Bahnhofsvorplatzes auf dem Wege eines Bürgerbegehrens (2004) bei. Vergeblich setzte sich Sonntag gegen den Bau des Post Towers (2000–2002) ein, der ihrer Ansicht nach die Sichtachse zum Siebengebirge beeinträchtigt.
Sonntag blieb bis zu ihrem Tod Vorsitzende des Arbeitskreises historisches Stadtgefüge, als Vorstandsmitglied des Heimat- und Geschichtsvereins wurde sie 2010 nach dem Verzicht auf ihre erneute Kandidatur zum Ehrenmitglied gewählt. Die von Sonntag geführte Dokumentensammlung des Arbeitskreises ging nach ihrem Tod 2013 als Schenkung an das Stadtarchiv über.

## Veröffentlichungen
- Verliert der Bonner Bahnhof zu seinem 100. Geburtstag sein Gesicht? Ein stadtgeschichtlicher und kunsthistorischer Beitrag zur gegenwärtigen Planungsdiskussion um den Bonner Bahnhofsbereich. In: Bonner Heimat- und Geschichtsverein, Stadtarchiv Bonn (Hrsg.): Bonner Geschichtsblätter: Jahrbuch des Bonner Heimat- und Geschichtsvereins e. V., ISSN 0068-0052, Band 34, Bonn 1982,  S. 173–224.
- Bonn in der Kaiserzeit 1871–1914. Eine Ausstellung zum 100jährigen Jubiläum des Bonner Heimat- und Geschichtsvereins im Rheinischen Landesmuseum zu Bonn. Bonn 1986. [Katalog]
- Villen am Bonner Rheinufer: 1819–1914. 3 Bände, Bouvier Verlag, Bonn 1998, ISBN 3-416-02618-7. (zugleich Dissertation Universität Bonn, 1994)